# Rimavská Sobota
Rimavská Sobota (in ungherese: Rimaszombat, in tedesco: Großsteffelsdorf) è una città della Slovacchia, capoluogo dell'omonimo distretto nella regione di Banská Bystrica. Alla città è stato dedicato un asteroide, 20495 Rimavská Sobota.

## Storia
I primi documenti scritti riguardo alla città risalgono al 1271.

## Società

### Etnie e minoranze straniere
Nel 2001 la composizione etnica della città era la seguente:
- 59,28% di slovacchi
- 35,26% di ungheresi
- 3,01% di rom.